# Harpactea dufouri
Harpactea dufouri är en spindelart som först beskrevs av Tord Tamerlan Teodor Thorell 1873.  Harpactea dufouri ingår i släktet Harpactea och familjen ringögonspindlar. Inga underarter finns listade i Catalogue of Life.